# La revolución de la riqueza
La revolución de la riqueza (título original: Revolutionary Wealth) es un libro escrito por los analistas sociales Alvin y Heidi Toffler, publicado por primera vez en 2006 por editorial Knopf. El libro argumenta que las instituciones -públicas, privadas y sociales- provenientes de una era de producción masiva son inadecuadas para una nueva civilización que se está construyendo en torno a la economía de la información.
Esta nueva economía provoca una revolución actual de la riqueza, que abrirá incontables oportunidades y nuevas trayectorias de vida no solo para los empresarios tradicionales, sino también para los empresarios sociales, culturales y de la educación. La obra, fruto de doce años de trabajo, habla del futuro de la riqueza visible e invisible, una forma revolucionaria de riqueza que redefinirá nuestras vidas, nuestras empresas y el mundo, que se nos echa encima a toda prisa. Lo cual posibilitará que se creen nuevas oportunidades, tanto a niveles personales, profesionales, sociales, culturales, educativos, como que se pueda atacar la pobreza a escala mundial o nacional. Todo lo cual irá acompañado, según nos advierte, de múltiples riesgos.
Para explicar lo que esto significa, los Toffler analizan desde la vida familiar y los empleos hasta las urgencias del tiempo y la creciente complejidad de la vida cotidiana, y sostienen que nos enfrentaremos a las nuevas profesiones, las profesiones y oficios obsoletos, los mercados y el dinero. El resultado aclara el cómo encarar la colisión entre el cambio y la continuidad en el mundo y en nuestro propio interior.

## Argumento
Esta riqueza revolucionaria creará nuevas oportunidades para atacar la pobreza tanto en el interior de cada país como a escala mundial. Con una apuesta por la desaparición de la sociedad de masas. En el mundo de la sociedad próspera que dibujan los Toffler las economías de conocimiento intensivo permitirían transformar a los trabajadores en creativos de clase media capaces de desarrollar sus iniciativas y perfilar sus actividades preferidas, es decir de proletarios a lo que los Toffler denominan "cognitarios".
Los ejes recurrentes en este libro son:
- Resaltar la importancia del prosumo en la sociedad de la información, visibilizando el poder real de éste en la economía, normalmente invisibilizado por los economistas tradicionales. El prosumidor -el consumidor que personaliza la producción- tendrá, gracias a los avances científicos, nuevas herramientas a su disposición y eso aumentará su productividad (código abierto, kit de montaje, freelance).
- La decadencia acelerada de las sociedades industriales en Occidente. El nuevo sistema de riqueza emergente no se puede entender en el marco de la economía convencional. El conocimiento es la nueva clave del desarrollo personal y social y dicha clave implica un nuevo concepto del espacio y del tiempo.
- Lo directo y flexible: adhocracias como organizaciones líquidas, diversidad en subculturas, personalización en masa de la producción (barata y enfocada a nichos), la suplantación de intermediarios por tecnología.
- La relevancia de la razón y la ciencia, ante una reacción pseudointelectual oscurantista y religiosa.

También habla de la aplicaciones médicas que se pueden dar a la nanotecnología. Y de que la riqueza de hoy, se ha creado en todas partes (la globalización), en ninguna parte (ciberespacio), y fuera de partes (el espacio exterior), y el uso de este último para el aumento de la productividad global. Varios de estos temas son reabordamientos actualizados de análisis expuestos anteriormente en La tercera ola.

## Retos
El mayor reto para los Toffler, es la velocidad de los cambios, cambios que a su vez se modifican o son suplantados rápidamente. Por ello afirman se debe desprender del modo de abordar tradicional de estos temas, un cambio radical de paradigmas. Cuestiona por ello el centralismo en las empresas y la uniformidad de la educación, aspectos incompatibles con la riqueza revolucionaria; a su vez anota que las personas les tocará buscar soluciones por cuenta propia sin ayuda de los gobiernos, y serán las peticiones personalizadas las que determinarán la producción, además que la organización al estilo Estado-nación debe desaparecer y lo ha de hacer ante la riqueza revolucionaria para la que no está preparada.

La revolución de la riqueza es un texto largo y denso del que es difícil afirmar si es más interesante su análisis del pasado o su predicción del futuro. Tanto lo uno como lo otro prenden al lector a páginas implacables que sin duda han de molestar a derecha e izquierda, a ricos y pobres, a creyentes y agnósticos. [...] Los cincuenta capítulos que articulan esta obra comienzan por señalar que la revolución de la riqueza no es otra cosa que una fuente de oportunidades para mejorar las condiciones de vida de los habitantes de la Tierra
Bernabé Sarabia, académico español

Los autores plantean que de la sociedad industrial se pasó a la tecnológica o economía del conocimiento, sin que se hayan adecuado los mecanismos institucionales, económicos, fiscales, educativos y culturales acordes al nuevo cambio. Observan que se ha creado un sistema de riqueza sin precedentes en la historia de la humanidad, una riqueza revolucionaria que permite acabar con la pobreza. Pero comprueban que no se logra porque «los economistas vagan en torno a un cementerio de ideas muertas» que más que aplicar medidas nuevas estiran los antiguos modelos lo más que pueden, pero no encajan y generan más y nuevos problemas. 
Es el modelo de pensamiento lo que retrasa adecuarnos al cambio de paradigma que se está produciendo, «los economistas son incapaces para reconocer este cambio histórico y comprender la riqueza revolucionaria». Por supuesto que hay excepciones, que confirman la regla. Por las mismas razones se refieren a la quiebra de los sistemas educativos, escolares o universitarios, en casi todos los países, por obsoletos y ajenos a las nuevas formas de organización y aprendizaje de la era de la información.